# 倫德灣
67°2′S 57°15′E / 67.033°S 57.250°E
倫德灣（英語：Rund Bay）是南極洲的海灣，位於愛德華八世灣南岸，處於克瓦斯內斯半島以東，該海灣根據挪威探險隊拍攝的空中照片被該國製圖師繪入地圖。